# Sparkasse UnnaKamen
Die Sparkasse UnnaKamen ist ein öffentlich-rechtliches Kreditinstitut mit Hauptsitz in Unna in Nordrhein-Westfalen. Ihr Geschäftsgebiet umfasst die Kreisstadt Unna, die Stadt Kamen, die Stadt Fröndenberg/Ruhr sowie das Gebiet der Gemeinde Holzwickede. Die  Firmierung gemäß Handelsregister lautet Kreis- und Stadtsparkasse Unna-Kamen, Zweckverbandssparkasse des Kreises Unna, der Kreisstadt Unna, der Stadt Kamen, der Stadt Fröndenberg und der Gemeinde Holzwickede.
Die Sparkasse Unna und die Städtische Sparkasse Kamen fusionierten zum 1. Januar 2013 zur Sparkasse UnnaKamen, die wiederum zum 1. Januar 2017 mit der Sparkasse Fröndenberg fusionierte, wobei der Name erhalten blieb.

## Organisationsstruktur
Die Sparkasse UnnaKamen ist eine Anstalt des öffentlichen Rechts. Rechtsgrundlagen sind das Sparkassengesetz des Landes Nordrhein-Westfalen und die durch den Verwaltungsrat der Sparkasse erlassene Satzung. Träger der Sparkasse ist der Sparkassenzweckverband, der von dem Kreis Unna, der Kreisstadt Unna, der Stadt Kamen, der Stadt Fröndenberg und der Gemeinde Holzwickede gebildet wird.
Die Organe der Sparkasse sind der Verwaltungsrat und der Vorstand. Vorsitzender des Verwaltungsrats ist seit 2020 Dirk Wigant. Organe des Sparkassenzweckverbandes als Träger der Sparkasse sind die Zweckverbandsversammlung und der Verbandsvorsteher, seit 2023 Sandro Wiggerich.
Die Aktivitäten der Sparkasse gliedern sich in den Privat- und Firmenkundenbereich. Zusätzlich zum klassischen Bankgeschäft betreibt die Sparkasse eine Versicherungsagentur sowie eine Immobilienvermittlung. Die Sparkasse UnnaKamen ist Mitglied des Sparkassenverbandes Westfalen-Lippe (SVWL). 
Neben diversen Ausbildungsgängen (Bankkaufmann/-frau, Kaufmann/-frau für Versicherungen und Finanzen und Immobilienkaufmann/-frau) bietet die Sparkasse UnnaKamen auch ein Duales Studium in Zusammenarbeit mit der Westfälisch-Lippischen Sparkassenakademie an.

## Geschäftsausrichtung
Die Sparkasse UnnaKamen betreibt als Sparkasse das Universalbankgeschäft. Die Sparkasse UnnaKamen wies im Geschäftsjahr 2023 eine Bilanzsumme von 3,581 Mrd. Euro aus und verfügte über Kundeneinlagen von 2,618 Mrd. Euro. Gemäß der Sparkassenrangliste 2023 liegt sie nach Bilanzsumme auf Rang 139. Sie unterhält 15 Filialen/Selbstbedienungsstandorte und beschäftigt 443 Mitarbeiter.
Im Verbundgeschäft arbeitet das Kreditinstitut hauptsächlich mit der Westdeutschen Landesbausparkasse (LBS), der DekaBank, Deutsche Leasing AG, S-Kreditpartner GmbH und der Versicherung Provinzial NordWest zusammen.